# Довери се на журито
„Довери се на журито“ е канадско телевизионно предаване за преобразяване, излъчвано по W Network от 2007 г.

## Сюжет
На участниците в шоуто се съобщава, че са избрани да участват в прослушване за шоу за преобразяване, но това което не знаят е, че те всъщност вече са избрани да участват в предаването. В залата за прослушване е и журито, което се намира зад двойно огледало. От тях се иска да дадат своите първи впечатления за вида на участника. След интервюто мнението им се излъчва на монитор и водещият съобщава, че участникът е вече избран за преобразяване.

## Преобразяване
Участниците посещават козметичен зъболекар, дерматолог, салон за красота, гримьор, а гардеробът им е прегледан от стилист, след което отиват да пазаруват нови дрехи. В зависимост от случая на всеки от участниците могат да бъдат дадени съвети относно фигурата му, консултации с терапевт или съвети за тренировки. След седмица участниците отново се изправят пред журито за преоценяване, което този път е различно и в него е включен и някой от близките на участника.

## Състав
Водещ: Брус Търнър – представя участниците на журито и им помага по време на тяхното преобразяване

Стилист: Дейвид Клемър – преглежда гардероба им като им казва какво им трябва и какво не трябва да обличат, за да изглеждат добре. След това тръгват по магазините за нови дрехи и отново ги съветва какво да носят, за да изглеждат добре.

Дерматолози: д-р Кюси Пон и д-р Фред Уексберг отстраняват несъвършенствата, слънчевите петна, белезите или други проблеми с кожата.

Офталмолози: д-р Реймънд М. Щайн и д-р Шелдън Херциг отстраняват проблемите с очите като премахват нуждата от използване на очила и контактни лещи на някои от участниците.
Козметичен хирург: д-р Уилям Мидълтън 

Фризьори:Франческо Фонтана и Джони Купело

Гримьор: Корби Банър

Козметични зъболекари: д-р Армаган Афсар и д-р Андрю Чаркив

Продуцент: Спайро Ерагос